# Плещеевский сельсовет
Плещеевский сельсовет — сельское поселение в Колышлейском районе Пензенской области Российской Федерации.
Административный центр — деревня Плещеевка.

## История
Статус и границы сельского поселения установлены Законом Пензенской области от 2 ноября 2004 года № 690-ЗПО «О границах муниципальных образований Пензенской области».
Законом Пензенской области от 15 сентября 2010 года № 1945-ЗПО в состав Плещеевского сельсовета вошел упразднённый Пановский сельсовет.

## Население
| 2002  | 2010  | 2012  | 2013  | 2014  | 2015  | 2016  |
| ----- | ----- | ----- | ----- | ----- | ----- | ----- |
| 900   | ↘764  | ↗1396 | ↘1384 | ↘1354 | ↘1315 | ↘1254 |
| 2017  | 2018  | 2021  |       |       |       |       |
| ↘1224 | ↘1202 | ↘1051 |       |       |       |       |

## Состав сельского поселения
| № | Населённый пункт | Тип населённого пункта          | Население |
| - | ---------------- | ------------------------------- | --------- |
| 1 | Апраксино        | деревня                         | ↘263      |
| 2 | Голицино         | деревня                         | →0        |
| 3 | Давыдовка        | деревня                         | ↘46       |
| 4 | Жмакино          | деревня                         | ↘17       |
| 5 | Никольск         | село                            | ↘23       |
| 6 | Пановка          | деревня                         | ↘659      |
| 7 | Плещеевка        | деревня, административный центр | ↘484      |